# Radikalismus
Pojem radikální (z latinského radix, kořen) je politický směr usilující o zásadní nekompromisní řešení problémů, nevybočuje však z ústavních pravidel. Začal se používat během pozdního 18. století jako politologické označení stoupenců důkladných společenských změn, které by ve větší nebo menší míře zahrnovaly změny sociálního řádu. Historický radikalismus je vhodné odlišovat od moderního označení radikál. Především je však třeba odlišovat termín radikální, který označuje zásadní změny, jež jdou na podstatu neboli kořen (radix) věci, od extremismu, který označuje krajní polohy v levicové nebo pravicové politice.
Historicky došlo k nárůstu raných radikálních požadavků týkajících se svobody a volební reformy ve Velké Británii během americké a francouzské revoluce, do té míry, že někteří radikálové začali požadovat republikánské zřízení, zrušení šlechtických titulů, přerozdělení vlastnictví a svobodu tisku. V 19. století se ve většině Evropy začal pojem radikální používat pro označení progresívní liberální ideologie. Od kritiky kapitalismu a jeho liberální ideologie díky nástupu dělnického hnutí, hnutí pracujících a obecněji socialistického hnutí později v 19. století se pojem radikální začal používat v souvislosti se socialistickým hnutím. V tomto smyslu se používá dodnes.[zdroj⁠?!]
Radikalismus můžeme definovat jako kritické zpochybňování existujících okolností a hlásání reformy nebo zrušení těchto okolností. Nelze být vnímán jako plnohodnotné politické přesvědčení, jde spíše o postoj, jehož obsah i forma se mění podle politické kultury a politických okolností, v nichž se radikálové nacházejí. Tento postoj se ale opírá o jisté ideové kořeny, které považuje za základní hodnoty a dle kterých se snaží přizpůsobit budoucí stav společnosti.

## Radikál
Zastánce radikalismu je označován jako radikalista nebo radikál. Slovo radikál má ještě další dva významy. První se týká chemického pojmosloví a pojednává o něm článek radikál. Druhý pochází z pojmosloví jazykovědného a označuje skupinu souhlásek, která je nositeli významu. Tato skupina se vyskytuje především v semitských jazycích a v češtině ji nenajdeme.

## Druhy radikalismu
Radikalismus se dá chápat jako myšlenkový přístup vyhledávající cestu k určité změně. Podle charakteru kýžené změny je možno radikalismus vymezit na dvě základní skupiny, a to na politický a náboženský. Blackwellova encyklopedie politického myšlení jej definuje takto: „Radikalismus je schopnost podrobit existující okolnosti kritickému zpochybňování a hlásat reformu nebo zrušení těchto okolností (…). Je to tedy spíše postoj než politické přesvědčení, jeho praktický obsah se mění s politickými okolnostmi, v nichž se radikálové nacházejí. (…) Pravým protikladem radikalismu je konzervatismus s názorem, že politická akce může vylepšit životní podmínky jen velmi málo.“
V případě politického radikalismu se radikálové snaží přimět danou vládu k prosazení svých zájmů, např. levicoví radikálové chtějí dosáhnout diktatury proletariátu, nebo příznivci Greenpeace mohou přikročit ke kriminální činnosti k dosažení ochrany přírody. Náboženský radikalismus se snaží zpravidla dosáhnout ustanovení náboženství jako systému vládnutí, neboli teokracie. Typickým příkladem je radikální islám, islamismus. Jeho příznivci chtějí, aby bylo právo Šaría a náboženské texty jediným pramenem legislativy. Radikálové jsou tedy příznivci určité formy radikalismu. Výroční zpráva Royal Canadian Mounted Police z roku 2009 označuje radikála za osobu, která si přeje dosáhnout velké politické, ekonomické nebo sociální změny ve společnosti.
Související články
- Revoluce
- Radikální demokracie
- Extremismus

## Radikalismus a extremismus
Podle teorie extremismu označuje radikalismus názory, které se vzdalují od centrálního demokratického konformního prostoru, ale ještě nedosáhly hranic extremismu. Lze být tedy vnímán jako šedá zóna přechodu mezi demokratickým a extremistickým politickým spektrem názorů a postojů. Tato definice je rozšířena a uznávána hlavně v německém prostředí. 
Rozdíl mezi radikalismem a extremismem v politické rovině je velice jemný a těžko uchopitelný. Politologie zatím nedospěla k definování rozdílu mezi radikálními a extrémními politickými uskupeními. Nicméně z praktického používání v odborné literatuře i sdělovacích prostředcích lze odvodit, že radikalismus označuje politické postoje, které se pohybují na hraně demokratického politického systému, ale nechtějí ho odstranit. Naopak politický extremismus odmítá demokratický právní stát a snaží se ho výrazně modifikovat nebo odstranit.

## Radikalismus a terorismus
Radikalismus je komplexní dynamický proces, který se projevuje většinou emočně a názorově. Při silnějším radikalismu, u kterého je již zapojeno násilí a změny chování se již nazývá terorismus. Radikalismus ovšem nemusí nutně podněcovat k násilí, avšak může k němu vést. Když mluvíme o radikalismu, můžeme jej definovat jako specifický druh manifestu při normálním vývojovém procesu. Tento proces může mít pokaždé jiné parametry. Radikalismus není doménou pouze různých hnutí, nýbrž jakýchkoliv osob. Každý člověk se může zradikalizovat za určitých podmínek, jakými např. jsou: traumatizující životní událost, nedostatek podpory ze svého okolí, nedostatek sebevědomí, špatné dětství či ovlivnění partnerem.

## Radikalismus český
Označení pro historické politické hnutí. Události roku 1848 rozdělily demokratické tendence v evropských státech na dva směry: liberální a radikálně demokratický. K radikálnímu směru tíhli spíše drobní měšťané, studenti a dělníci, zatímco aristokracie a bohaté měšťanstvo se soustředilo ve směru liberálním. V Čechách se během jednoho roku objevilo mnoho přívrženců obou přístupů a rozcházeli se především v názorech na aristokracii a sociální problematiku a po Pražském červnovém povstání také ve vztahu k Rakousku, německé levici a maďarské revoluci.
Část radikálů, především těch mladších, se nechala strhnout vidinou celoevropské demokratické revoluce a začala připravovat převrat v květnu 1849. Přípravy ale byly odhaleny a většina aktéru pozatýkána. Nejvýznamnějšími členy hnutí byli pravděpodobně literát Karel Sabina, Karel Sladkovský, Emanuel Arnold, Vincenc Vávra, Jan Slavibor Knedlhans Liblinský a Josef Václav Frič. Za hlavní orgán radikalismu bývá považován Pražský večerní list.

## Islámský radikalismus
V dnešní době mezi nejznámější radikální ideologie islámu patří salafismus, jenž vznikl ve středověku. Podle salafismu (salafíja), dosáhnout „skutečného islámu“ a následně vytvořit pravý islámský stát, je možné prostřednictvím dodržování náboženského, všedního a politického chování společnosti doby proroka Muhammada a jeho čtyř volených chalífů. Pro většinu muslimů je islám stylem života, který není možné oddělit od politiky, zákonodárství, vzdělání, společenského chování a ekonomiky.
Islámská ideologie odvádí muslimy od modernizace společnosti jako prostředku k řešení jejich problémů. Islamismus vytváří iluzi, že řešení již existuje uvnitř muslimské společnosti a zevnější, „zlé“ síly překáží k realizaci daného řešení. Za „zlé“ síly jsou označováni lidé nevěřící v Alláha, což podporuje xenofobii. K dosažení svých cílů mohou mít islamisté sklony k použití násilné formy boje, které mohou vyústit až k terorismu. Tato radikální část islámského světa je nejvíce aktivní muslimskou složkou, v důsledku čehož se celý islámský svět často označuje jako islamistický, i přesto, že to ve skutečnosti není pravda.